# 206-я стрелковая дивизия (1-го формирования)
206-я стрелковая дивизия 1-го формирования (206 сд) — воинское соединение Вооружённых сил СССР, принимавшее участие в Великой Отечественной войне.
Боевой период — 25 июня — 27 декабря 1941 (фактически сентябрь).

## История
206-я стрелковая дивизия была сформирована в марте 1941 года в Одесском военном округе.
24 июня в соответствии с директивой Ставки ГК № 20466 дивизия была включена в состав 7-го стрелкового корпуса, передававшегося в непосредственное распоряжение Южного фронта. Согласно оперативной сводке ЮФ от 25 июня, в этот день 7-й стрелковый корпус в составе 93-й, 147-й, 196-й и 206-й стрелковых дивизий сосредоточивался в районе Котовска и Балты. Однако уже в июне он был переподчинён Юго-Западному фронту.
Утром 5 июля дивизия вступила в бой в Шепетовском укреплённом районе. Однако частям 7-го ск (147 и 206 сд) не удалось изменить обстановку, и им пришлось его оставить.
8 июля 206-я сд вела бой в районе Новоград-Волынского.
9 июля 13-я танковая дивизия немцев захватила Житомир. Советское командование было вынуждено принять меры по организации обороны Киева. В ночь на 11 июля частям 206 сд было приказано к 15.00 сосредоточиться у Фастова, организовав круговую оборону. Однако в этот день дивизия вместе с другими частями корпуса всё ещё вела бои севернее Нового Мирополя. 13 июля она заняла оборону на линии Киевского укрепрайона.
В первые дни августа 1941 года дивизия находилась во втором эшелоне в районе хутора Отрадный. Это оказалось правильным решением, так как соединение не попало под первый, самый мощный удар немцев в первый день штурма КиУР (4 августа 1941). Тем самым у советского командования остался резерв, который был вскоре использован в контратаках. 6 августа для ликвидации противника, прорвавшегося в направлении Гатного и Чабанов один батальон 206-й сд совместно с батальоном 6-й воздушно-десантной бригады контратаковал из района Жулян.
Немцы, продолжая развивать наступление и бросив в бой резервную 299-й пехотную дивизию, овладели северной окраиной Гатного и перекрёстком двух дорог южнее Пирогова, стремясь нанести главный удар в направлении по дороге на Киев. Утром 7 августа 147-я стрелковая дивизия перешла в неудачное наступление, противник вынудил её отойти за исходный рубеж атаки. В 14.00 с задачей восстановить положение, наступая в направлении Виты-Почтовой, командование ввело новые резервы, куда, в частности входил и сводный батальон 206-й сд. В результате боя батальон вышел на северную окраину Гатного, но дальше продвинуться не смог. 8 августа части 206-й сд продолжили контратаки и под огнём противника к 18.00 заняли следующий рубеж: 722-й сп — 200 м северо-западнее Гатного, 748-й сп — северо-восточная окраина Жулян. 737-й сп с двумя батальонами интендантских курсов наступал на высоту 188.6. В целом продвижение в ходе этих ударов было минимальным. Тем не менее это заставило 99-ю легкопехотную дивизию немцев развернуться фронтом на запад и прекратить наступление в северном направлении в городские кварталы. Также 99-я легкопехотная дивизия потеряла локтевую связь с соседней 299-й пехотной дивизией, штурмовавшей село Жуляны. Это стало немаловажной причиной в успешном отражении первого штурма города, проводившегося силами 29-го армейского корпуса немцев.
К 8 августа была сформирована 37-я армия во главе с генерал-майором А. А. Власовым. Она объединяла все войска на участке обороны КиУР, включая и 206-ю сд.
Утром 11 августа бойцам дивизии удалось занять Гатное, и весь день они вели бой в этом районе с арьергардами противника, который принял решение отвести свои войска на более удобный в тактическом отношении рубеж на северном берегу реки Вита. К 14 августа 206-я сд вышла к хутору Чабаны, где была остановлена. Началась фаза позиционных боёв. В этот период в её стрелковых ротах имелся некомплект личного состава около 50-60%. Имелись случаи почти ежедневного перехода красноармейцев на сторону врага из-за общей деморализации первых месяцев войны. 206-я сд занимала тут оборону до 18 сентября 1941 года, когда войска 37-й армии по приказу командования начинают отход из Киева. К этому моменту подвижные соединения 1-й и 2-й танковых групп противника соединились в районе Лохвицы, завершив окружение значительной части войск Юго-Западного фронта. Дивизия погибла в киевском котле под Барышевкой в двадцатых числах сентября 1941 года. Из всего личного состава 206-й сд вырваться из котла удалось лишь небольшой группе бойцов во главе с командиром дивизии С. Горшковым. Уже 26 октября прорвалась из окружения ещё одна группа во главе с начальником штаба дивизии подполковником П. И. Кулижским.
В декабре 1941 года дивизия была расформирована как погибшая.

## Состав
- 722-й стрелковый полк
- 737-й стрелковый полк
- 748-й стрелковый полк
- 661-й артиллерийский полк
- 714-й гаубичный артиллерийский полк
- 35-й отдельный истребительно-противотанковый дивизион
- 407-й отдельный зенитный артиллерийский дивизион
- 286-й разведывательный батальон
- 374-й сапёрный батальон
- 586-й отдельный батальон связи
- 361-й медико-санитарный батальон
- 306-й взвод дегазации
- 679-й автотранспортный батальон
- 467-й полевой автохлебозавод
- 358-я полевая почтовая станция
- 40-я полевая касса Госбанка

## Подчинение
| Дата       | Фронт (округ)          | Армия      | Корпус                |
| ---------- | ---------------------- | ---------- | --------------------- |
| 22.06.1941 | Одесский военный округ |            | 7-й стрелковый корпус |
| 01.07.1941 | Юго-Западный фронт     |            | 7-й стрелковый корпус |
| 10.07.1941 | Юго-Западный фронт     | 6-я армия  | 7-й стрелковый корпус |
| 01.08.1941 | Юго-Западный фронт     | -          | -                     |
| 01.09.1941 | Юго-Западный фронт     | 37-я армия | -                     |

## Командиры
- Горшков Сергей Ильич (14 марта — 27 декабря 1941), полковник

722-й сп — Винокуров (? — 1941), майор.
737-й сп — Попов, Александр Ипполитович (? — сентябрь 1941), подполковник.
748-й сп — Жданов Кирилл Дмитриевич (? — 24 сентября 1941), майор.
714-й гап — Подойницын Максим Евстафьевич (1901 — 1941), майор.

## Память
- Памятный знак, установленный в 400 м от станции Киев-Волынский у железной дороги, в районе которой воины 206-й стрелковой дивизии держали оборону с августа по сентябрь 1941 года[7].
- Памятный знак воинам 206-й стрелковой дивизии в парке Металлургов в городе Никополь[8].